# Sericopelma striatum
Sericopelma striatum är en spindelart som först beskrevs av Anton Ausserer 1871.  Sericopelma striatum ingår i släktet Sericopelma och familjen fågelspindlar.
Artens utbredningsområde är Venezuela. Inga underarter finns listade i Catalogue of Life.